# Charles Duke

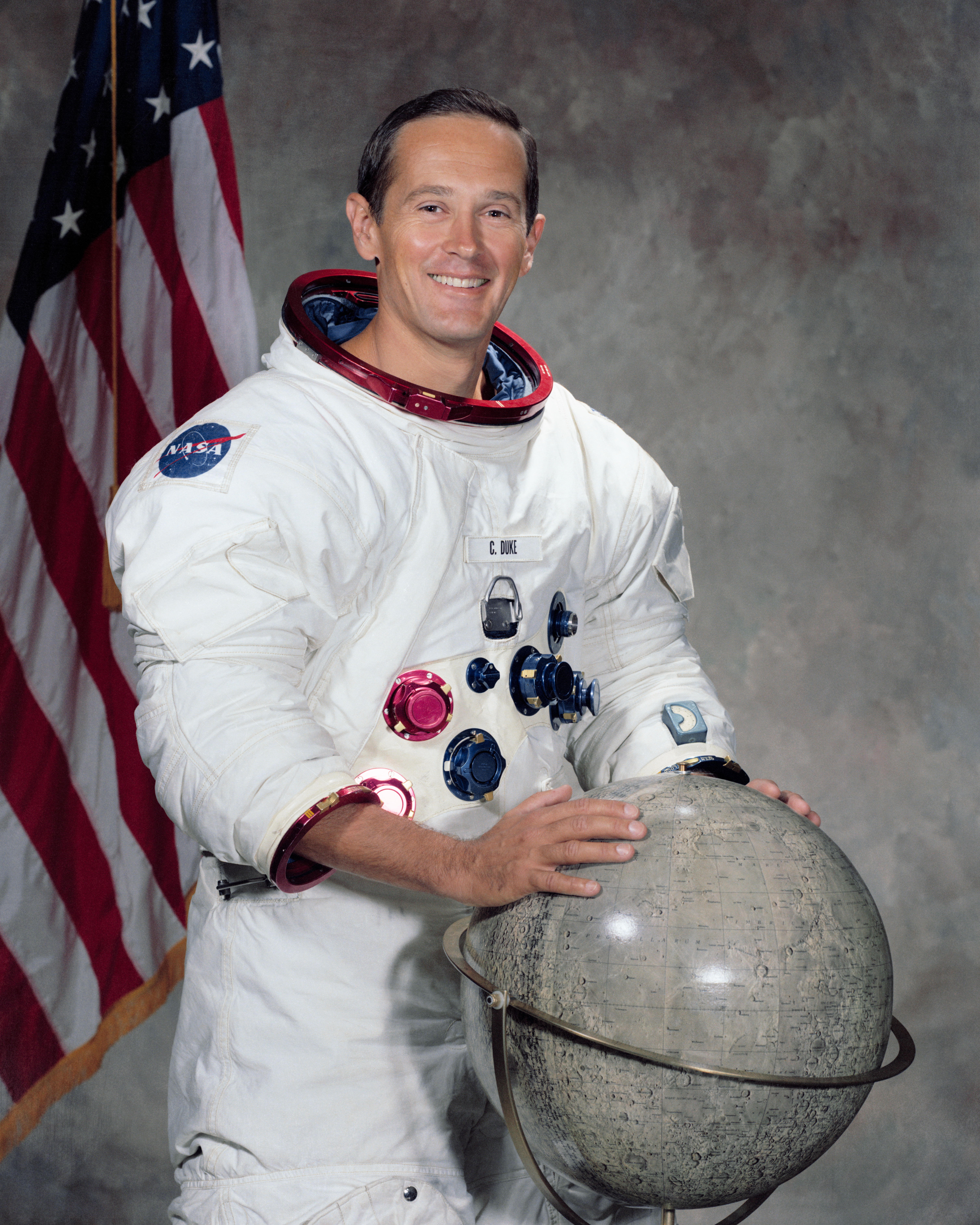
Charles Duke

Charles Moss "Charlie" Duke, Jr. (Charlotte, North Carolina, 3 oktober 1935) is een voormalige Amerikaanse astronaut. Hij was de piloot van de maanlander van Apollo 16, de vijfde landingsmissie op de maan, en was daarmee de tiende persoon die voet zette op de maan.

## Opleiding
Charles Duke groeide op in South Carolina en studeerde op de Admiral Farragut Academy in Saint Petersburg, Florida. Na zijn diensttijd in Duitsland te hebben doorgebracht, studeerde hij 1964 als luchtvaartingenieur af aan de Massachusetts Institute of Technology. In 1965 werd hij testpiloot bij de US Air Force. In 1966 werd Duke in de Astronautengroep 5 van de NASA opgenomen. Bij de vlucht van de Apollo 13 was hij reservepiloot.

## Apollo 16
Bij de vlucht van de Apollo 16 was Duke de jongste van alle maanwandelaars. Zijn taak was onder andere navigator van de maanwagen. Navigeren op de maan is heel wat omslachtiger dan op de aarde; er is immers geen magnetisch veld, waardoor een kompas onbruikbaar is. Ook is het maanlandschap monotoon, dus herkenningspunten zijn schaars en de horizon is zo kortbij dat eventuele herkenningspunten snel uit het zicht verdwijnen. Even heeft hij ook de maanwagen mogen besturen. Deze elektrische wagen haalde een maximumsnelheid van 17,7 kilometer per uur en verzamelde 96 kilo aan monsters. Het verblijf van de wagen op de maan duurde ruim 70 uur.

## Navigeren op de maan
Charles Duke maakte gebruik van een set kaarten van de regio gebaseerd op foto's die gemaakt waren toen de Apollo 14 in een baan om de maan vloog. Op die kaarten was een aantal herkenningspunten aangegeven. De belangrijkste taak van Duke was tijdens het rijden naar die punten uit te kijken. Het feit dat landschapskenmerken op de maan al snel onder de horizon verdwijnen, maakte dit lastig.
Er was ook een gyrokompas aan boord om de richting aan te geven. Als back-upsysteem maakte Duke ook gebruik van de zon: de daardoor veroorzaakte schaduwen van hun auto wezen tijdens hun missie steeds naar het westen.

## Bijkomende taak
Het was ook Dukes taak tijdens iedere stop af te stappen en de schotelantenne, die op een statief boven op de maanauto stond, meteen met de hand op de aarde te richten, zodat rechtstreekse televisiebeelden konden worden doorgezonden. Het was toen reeds technisch mogelijk geweest om middels een gyrokompas en een elektronische sturing deze antenne permanent op de aarde gericht te hebben, maar om budgettaire redenen was hiervan afgezien.

## Fotogalerij

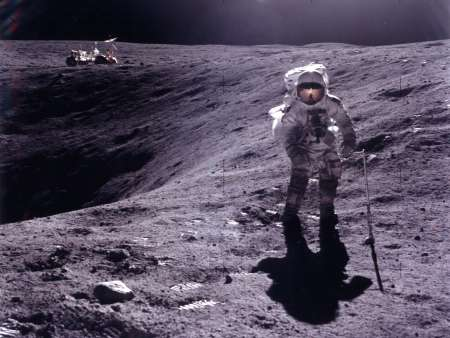
Charlie Duke
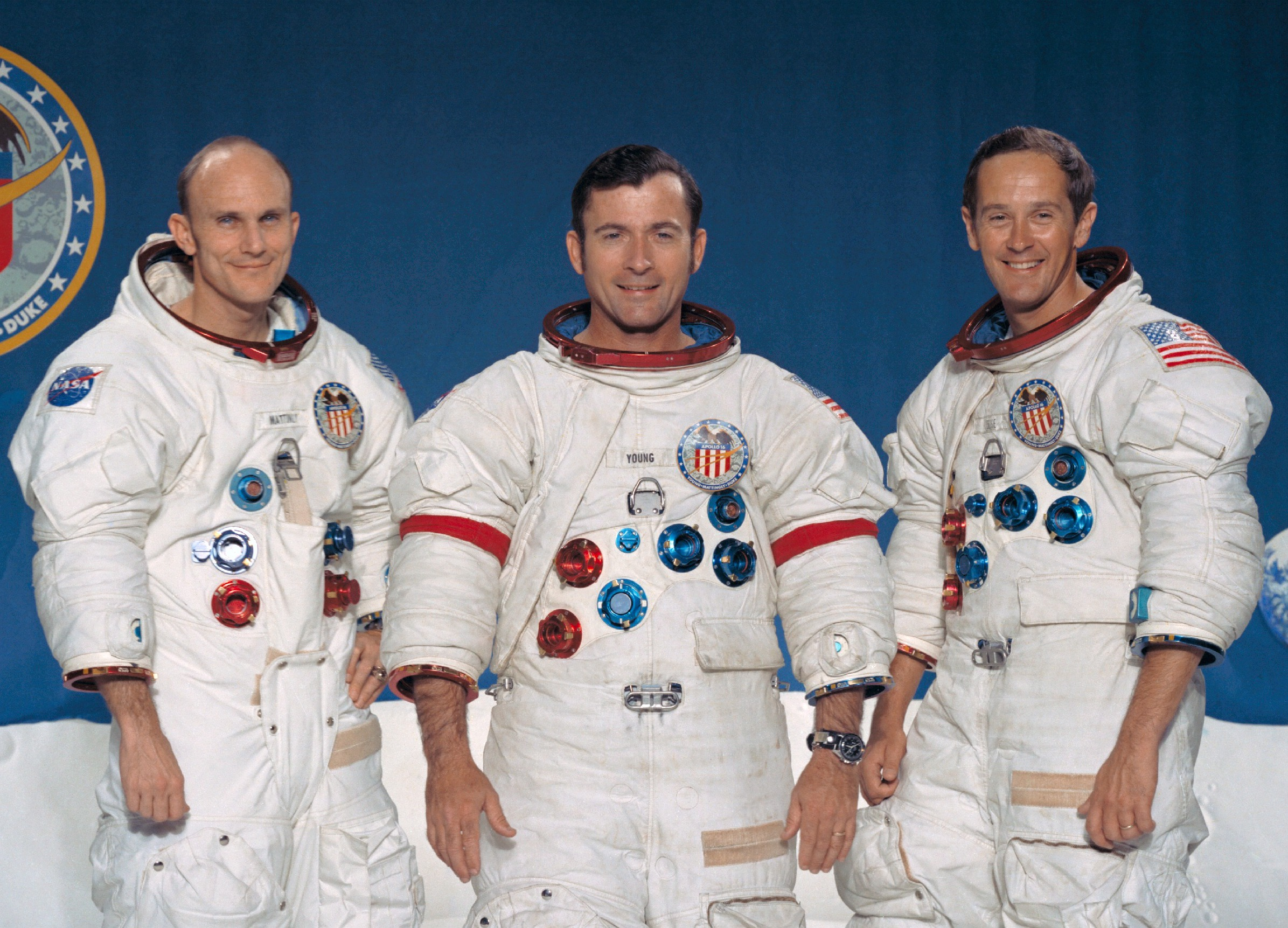
Apollo 16-bemanning met rechts Charles Duke
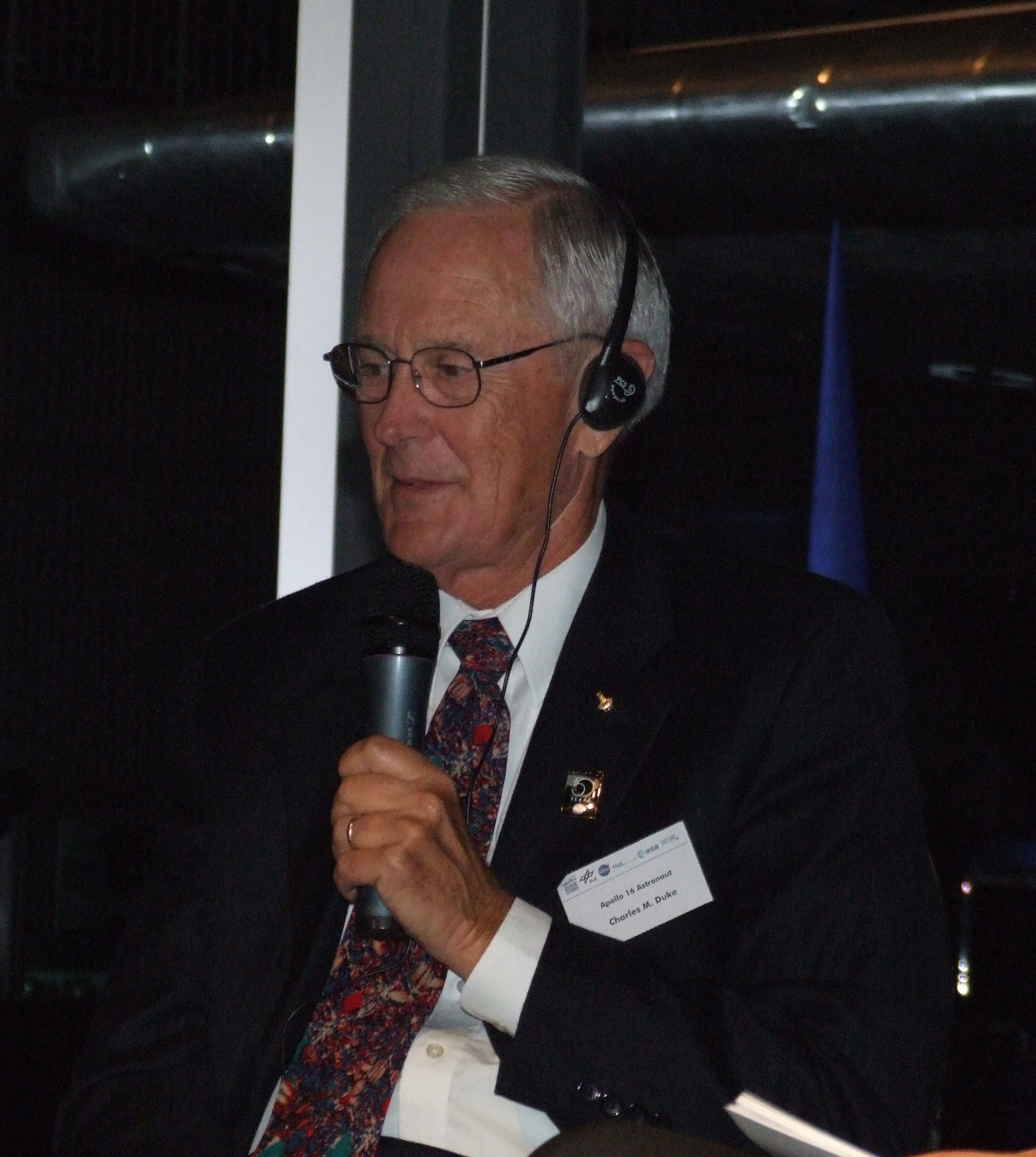
Charlie Duke in Duitsland in 2008